# JAK Danmark
JAK Danmark (med hovednavnet Landsforeningen J. A. K.) er en forening stiftet af brødrene Frederik og K.E. Kristiansen i 1931 i kølvandet på Depressionen. Foreningens erklærede formål er at arbejde for et samfund uden rente og økonomisk spekulation.
JAK er forkortelsen af de tre produktionsfaktorer: Jord - Arbejde - Kapital.

## Formål
Ifølge JAK's mening skal penge tjene samfundet som et rentefrit byttemiddel for at understøtte produktion og forbrug af varer og tjenester, og ikke anvendes til økonomisk spekulation. Økonomien skal tilpasses en bæredygtig økologisk udvikling. Samfundets penge - både fysiske og elektroniske penge - skal udstedes af samfundet (Nationalbanken), på et rentefrit grundlag og ikke af private banker. Der skal udstedes den mængde penge, der er tilstrækkelig for at formidle handel og produktion i det omfang, det er ønskeligt for at opretholde en bæredygtig udvikling.
Desuden har JAK Danmark lagt fundamentet til JAK-Sverige.

## Historie
Landsforeningen J.A.K. har siden starten i 1931 haft til opgave at oplyse om et pengesystem uden renter og økonomisk spekulation, samt opbygge praktiske funktioner til fremme af dette mål. Et eksempel på disse praktiske funktioner var oprettelsen af JAK-Banken i 1958, som praktiserede rentefrit pengesystem indtil 1973, hvor den blev fusioneret med Sparekassen Bikuben.
Fra 1973 og de efterfølgende 10 år oprettede JAK en række små lokale JAK-Fælleskasser over hele landet. De blev senere omdannet til Andelskasser.
I 1983 blev Folkesparekassen oprettet som et serviceorgan for JAK-Andelskasserne og for at praktisere JAK's ideer om rentefri- og spekulationsfri pengesystem og bæredygtig økonomi. 
Folkesparekassen overtog gennem årene en række af JAK-Andelskasserne for selv i 2021 at blive fusioneret med Middelfart Sparekasse. Fusionen med Middelfart Sparekasse blev på finanswatch.dk betegnet som et punktum for foreningens 90-årige kamp for et rentefrit ideal.